# 奧夫·艾克曼

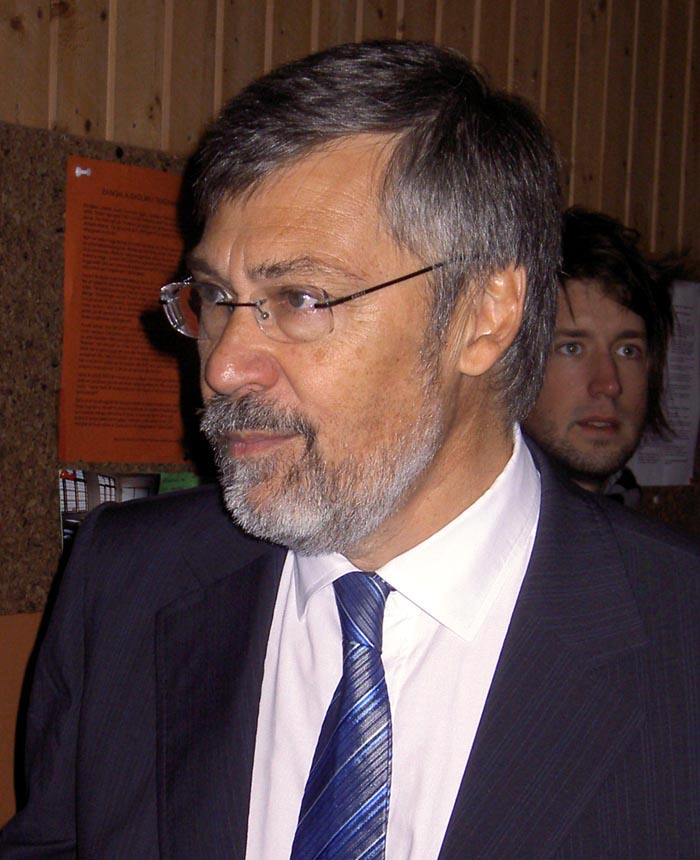
奧夫·艾克曼

奧夫·艾克曼（Ulf Ekman，1950年12月8日—）是一位前靈恩派牧師也是靈恩教會團體生命之道（Livets Ord）的創辦者。與妻子比吉塔·艾克曼育有四子。現已改宗天主教，並表示他不打算使生命之道教會跟著改宗。 

## 生平
在他接觸基督信仰前他是瑞典共產黨的成員。他曾就讀烏普薩拉大學修人種學、歷史及神學。1979年，他獲得瑞典信義會按立為牧師。1983年，自行創立生命之道教會。生命之道在他的帶領下成為十分活躍的靈恩派教會，約有3,300名成員。此外他也經常在世界各地演講及宣教。他被新加坡籍康希牧師在內的許多神職人員視為老師或啟發者。他也有許多神學相關著作。
2013年3月他將生命之道教會的牧職交接給喬金·羅德奎比斯特牧師（Joakim Lundqvist），並在5月時辭去牧師職務。
2014年3月9日，他宣布與妻子一起改宗天主教，並表示這是他考慮已久後作的決定。

## 外部連結
- Ulf Ekman Official Website （页面存档备份，存于）
- Ulf Ekman Official Blog （页面存档备份，存于）